# 람프레도토
람프레도토(영어: Lampredotto)는 소 내장 따위를 넣어 만드는 샌드위치로 이탈리아 피렌체의 대표적인 길거리 음식이다. 람프레도토(panino co i' lampredotto)를 곁들인 샌드위치는 "고전적인 피렌체" 샌드위치로 묘사되어 왔으며 피렌체의 전통적인 지역 길거리 음식이다. 람프레도토는 일반적으로 채소 육수에 천천히 익히고 허브로 양념하고 다진 다음 빵 롤에 제공된다. 종종 매운 소스나 녹색 소스(살사 베르데)를 얹는다.